# Xargon
Xargon è un platform del 1993 prodotto da Epic Games, che a quel tempo si chiamava Epic MegaGames, molto simile a Jill of the Jungle, di cui condivide una versione migliorata del motore grafico con supporto VGA.
È stato pubblicato come freeware il 4 agosto 2008, insieme a Kiloblaster.

## Trama
Malvineous Havershim, archeologo, ha scoperto delle strane rovine in Madagascar, costruite da un antico popolo chiamato Blue Builders. Improvvisamente, mentre stava traducendo dei graffiti, Malvineous viene stordito da strani gas e trasportato in un'altra dimensione, popolata da strani esseri e robot. Per tornare a casa dovrà sconfiggere Xargon, il malvagio tiranno di questo regno.

## Modalità di gioco
Il gioco è diviso in tre episodi separati, ciascuno con livelli diversi: il primo era distribuito come shareware, mentre gli altri andavano acquistati separatamente.
- Beyond Reality
- The Secret Chamber
- Xargon's Fury

Scopo del gioco è quello di completare i livelli, raggiungibili tramite una mappa con visuale dall'alto, trovandone l'uscita. Per difendersi dai nemici, inizialmente Malvineous è armato di un semplice laser, che gli permette di sparare un raggio azzurro alla volta; altre armi e power-up possono essere raccolte nei livelli, oppure acquistate con degli smeraldi; questi ultimi si trovano sparsi nei livelli, e possono essere spesi in qualsiasi momento durante il gioco. Malvineous può essere colpito cinque volte, dopo le quali deve ricominciare il livello; esistono tuttavia power-up che rigenerano la vita.
Nella mappa si troveranno a volte dei cancelli chiusi, che per essere aperti richiedono delle chiavi nascoste all'interno di certi livelli. Inoltre, in ciascuno dei tre episodi vanno recuperati tre oggetti speciali, senza i quali non è possibile procedere e raggiungere il livello finale dell'episodio, dove Malvineous affronterà un boss. Nei primi due episodi, Malvineous deve distruggere un reattore che rappresenta la fonte del potere di Xargon, evitando i vari nemici i quali si rigenerano continuamente durante lo scontro. Nel terzo ed ultimo episodio, lo scontro avverrà contro Xargon in persona, un essere rappresentato come una gigantesca testa di drago.

### Oggetti bonus
- Cuori: ogni cuore restituisce un punto vita a Malvineous.
- Frutti: raccogliendo 15 frutti si recupererà un punto vita perduto. Se si raccolgono 15 frutti e si hanno ancora tutti e 5 i punti vita, se ne ottiene uno addizionale.
- Scarpe Xibok: fanno saltare Malvineous più in alto.
- Pozioni rosse: se toccate, trasformano Malvineous in un'ape, permettendogli di volare.
- Sottomarino: consente a Malvineous di andare sott'acqua.
- Scudo dell'invincibilità: Malvineous diventa invincibile per un determinato periodo di tempo.
- Palle da biliardo EPIC: se si raccolgono in ordine, formando la scritta EPIC, si riceve un bonus di 10.000 punti.

### Armi
- Laser: l'arma di base. Si possono trovare o comprare proiettili extra che permettono di spararne di più contemporaneamente.
- Rocce: le rocce sono armi ravvicinate con una traiettoria arcuata.
- Modalità di fuoco rapido: tenendo premuta la barra spaziatrice, Malvineous sparerà una serie di proiettili laser in maniera rapida.
- Palle di fuoco: sono le armi più potenti, ma limitate. Eliminano in un solo colpo qualsiasi nemico.